# 젠데스크
젠데스크(Zendesk)는 미국 캘리포니아주 샌프란시스코에 본사를 둔 미국의 기업이다 고객 지원, 판매, 기타 소비자 소통과 관련한 서비스형 소프트웨어(SaaS) 제품들을 제공한다. 이 기업은 2007년 덴마크 코펜하겐에서 설립되었다. 젠데스크는 2014년 상장하기 전에 약 86,000,000달러의 벤처캐피털 투자금을 올렸다.